# Orfall
Orfall ist eine Wüstung in der Nähe des heutigen Erfurter Ortsteils Alach in Thüringen. Es handelte sich um ein zwischen den heutigen Erfurter Stadtteilen Töttelstedt und Tiefthal liegendes Allodialgut des Bistums Mainz. Dort befand sich eine Kapelle St. Georgii. Orfall wurde 1130 als Urvallum erwähnt. Weitere Namensvarianten sind Orphal, Orvelle, Orphan und Orbell.